# S krysh nashikh domov
С Крыш Наших Домов (romanización: S krysh nashikh domov) es el álbum debut del grupo de post-punk bielorruso Molchat Doma, editado en 2017.

## Lista de canciones
| N.º | Título                                            | Duración |  |
| 1.  | «Дома Молчат» ("Las casas están en silencio")     | 2:56     |  |
| 2.  | «Крыши» ("Techos")                                | 2:48     |  |
| 3.  | «Люди Надоели» ("Gente harta")                    | 2:58     |  |
| 4.  | «Машина Работает» ("La maquina esta funcionando") | 3:08     |  |
| 5.  | «Необычный Человек» ("Hombre inusual")            | 3:31     |  |
| 6.  | «Прятки»                                          | 3:19     |  |
| 7.  | «Технология»                                      | 3:35     |  |
| 8.  | «Тишина»                                          | 4:19     |  |
| 9.  | «Я Не Коммунист» ("No soy comunista")             | 3:12     |  |

## Créditos
Banda
- Egor Shkutko – voces
- Roman Komogortsev – guitarra eléctrica, teclados
- Pavel Kozlov – bajo eléctrico, teclados

Otros
- Vlad Vykidukhin - portada

## Críticas
Se encuentra en la intersección del post-punk, new have y synth-pop. Oscuro pero bailable, y con una fuerte dosis de espíritu gótico, su música recuerda a los maestros que los precedieron, pero no se equivoquen: Molchat Doma crea un sonido y un significado que es inmediatamente reconocible como propio.

Según el sitio astartaview.ru la pista que da inicio al álbum, "Doma Molchat" tiene un sonido elegante, y encuentra influencias de Alphaville y Kino hasta The Cure y The Siouxsie And The Banshees. Describe la pista como "sección de ritmo moderado, sintetizadores de baile romántico en el espíritu de new have a Duran Duran, voces hoscas pero no uterinas". Señala a su vez elementos del rock gótico más clásico, elementos de shoegaze, y clichés característicos de la itinerancia oscura hasta los más modernos Garden of Delight y The Underground Youth. Hablando más conceptualmente del álbum dice que: "Los neorrománticos de Minsk decidieron aprovechar este amor omnipresente de las masas por pasar tiempo en los techos residenciales y grabaron este álbum.
".
El álbum tuvo una buena recepción y venta por el sitio Bandcamp.
El sitio web AllMusic dijo:

La letra, cantada completamente en ruso, coincide con el tono sombrío, distópico y, a veces, misantrópico de la música: "Ludi Nadoeli" expresa disgusto con la sociedad, encontrando más fácil evitar a la gente por completo que simplemente ignorar a las irritantes. La mayoría de las canciones son concisas, bien construidas y pegadizas, y las mejores tienen una programación de ritmos inventiva o sintetizadores brillantes, como la mencionada "Mashina Rabotaet" y la más lenta y sintética "Technologia". Los lanzamientos posteriores de Molchat Doma tendrían una mejoría en la fidelidad sonora con respecto de su álbum debut, pero su energía cruda estuvo intacta desde el principio.